# Gnophos wiltshirei
Gnophos wiltshirei är en fjärilsart som beskrevs av Eugen Wehrli 1938. Gnophos wiltshirei ingår i släktet Gnophos och familjen mätare. Inga underarter finns listade i Catalogue of Life.